# 문미향
문미향은 대한민국의 재즈 보컬리스트다. 

## 음반 목록

### 정규 음반
- 《I Wished On The Moon》 (2023)

### EP
- 《Evermoon》 (2025)

### 싱글
- 《Spring Can Really Hang You Up The Most》 (2024)
- 《Estate》 (2024)
- 《'Tis Autumn》 (2024)

## 평가
2023년 10월 발매한 데뷔 음반을 통해, 제21회 《한국대중음악상》 올해의 신인과 최우수 재즈 보컬 음반 부문 수상 후보로 선정되었다.